# ペタソス

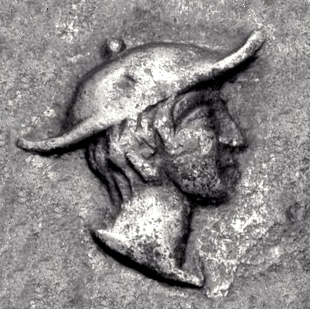
ペタソスを被ったヘルメース。マケドニアのカンプサの貨幣。紀元前5世紀後半から紀元前4世紀ごろ。

ペタソス（古希: πέτασος, pétasos）は、古代ギリシアのつばの広い日よけ帽。テッサリアに起源を持ち、しばしばクラミュスと呼ばれるマントと併用される。一般的には羊毛のフェルト生地や皮、藁などから作られ、広くだらりとしたつばがついている。農夫や旅人が身に着けていることが多く、田舎の人間の特徴であるとされていた。
ギリシア神話の伝令神ヘルメース（ローマ神話におけるメルクリウス）の着用する翼ある帽子（羽根兜）もペタソスと呼ばれ、彼らの象徴であった。
アテーナイの騎兵が被っていた金属の兜は、ペタソスの形を模して作られた。例えば、つばの外側の縁に、おそらく布のカバーをつけるために穴が開いている。そのことは主に、レリーフや壺絵などから分かるが、アテナイ人の墓からも考古学的な実例が発見されている。

## ギャラリー

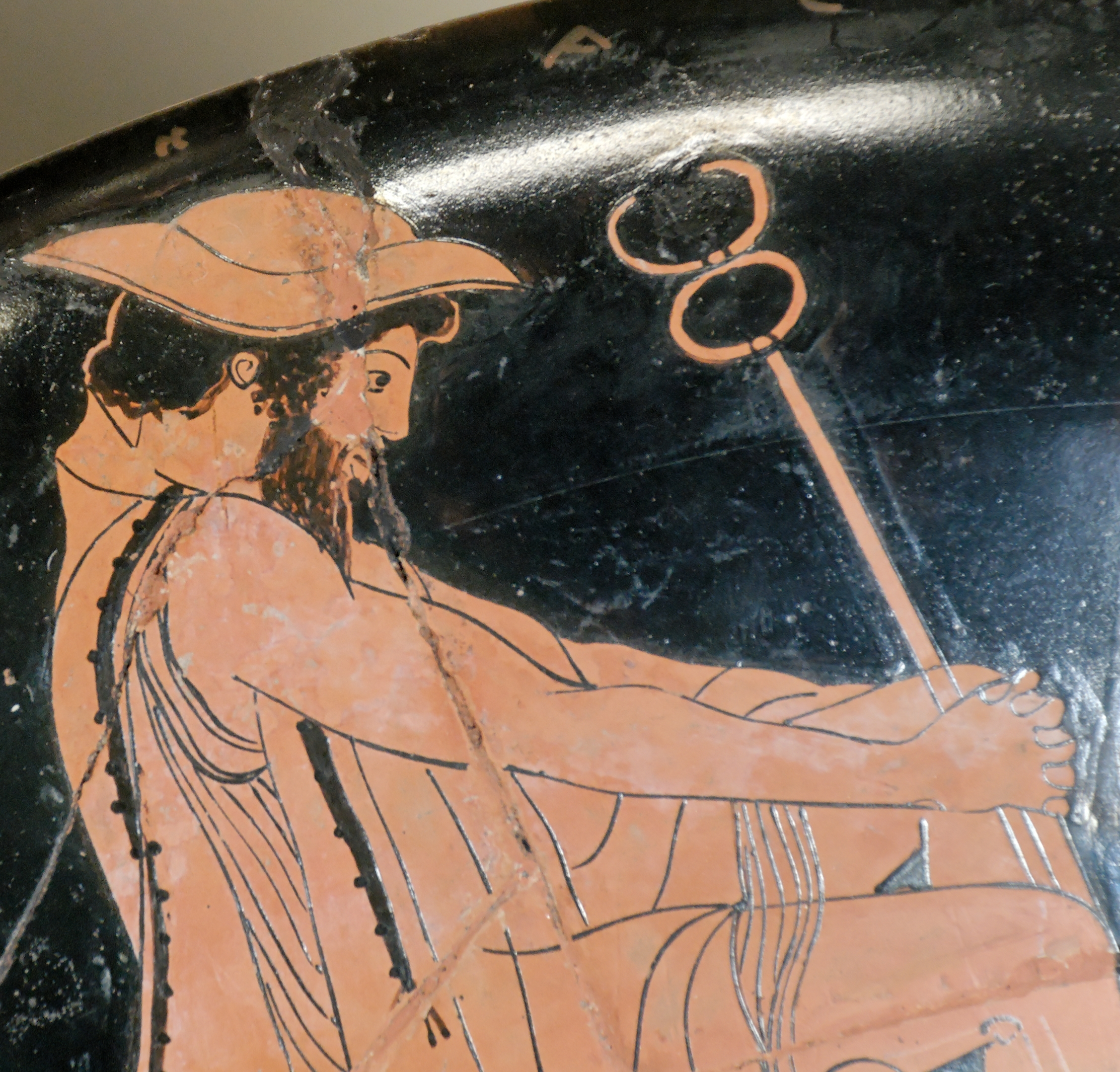
ペタソスをかぶり、ケーリュケイオンを持つヘルメース
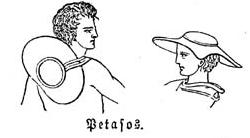
ペタソス
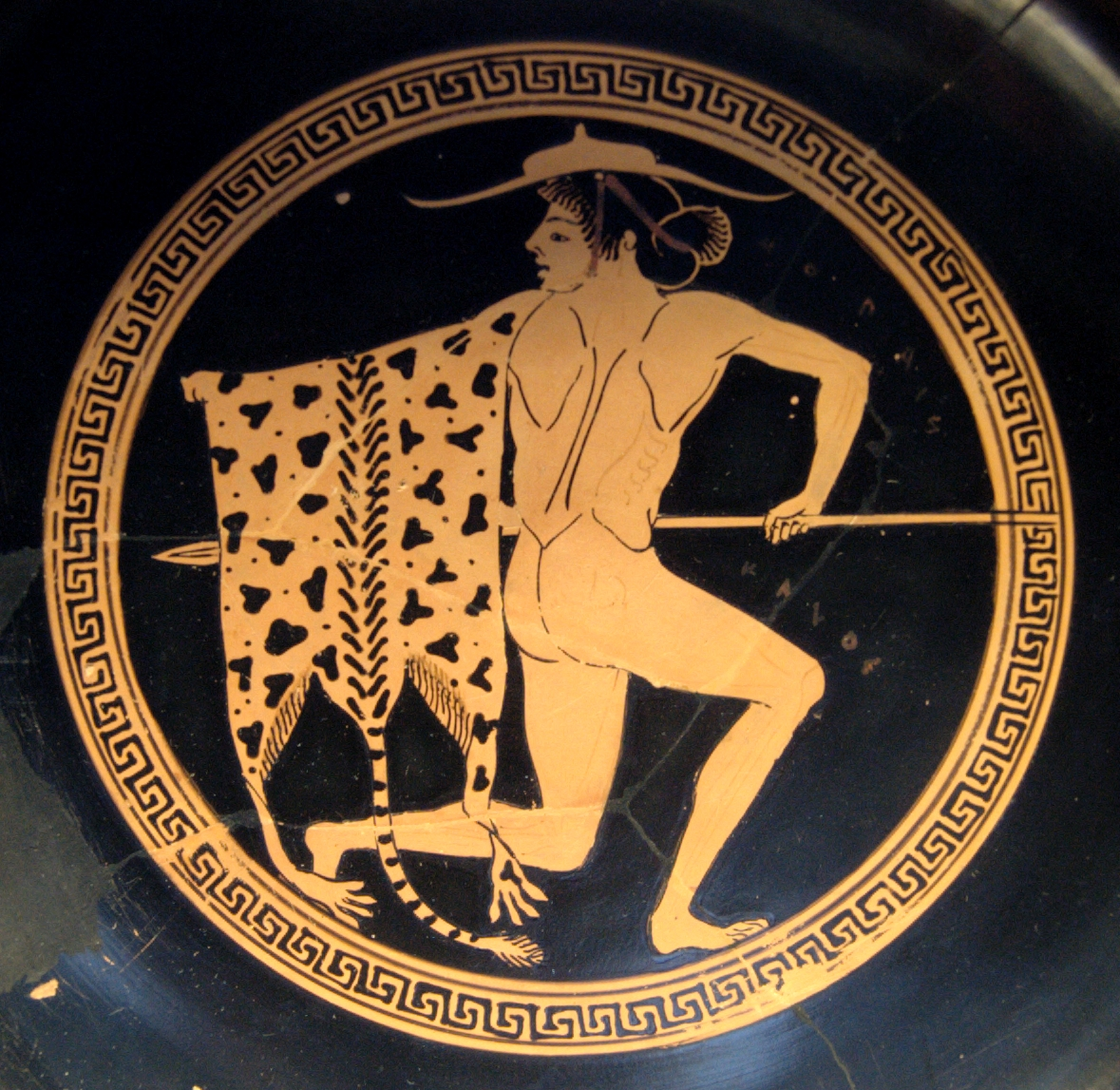
豹の皮を纏い槍を手にする、ペタソスを被る青年
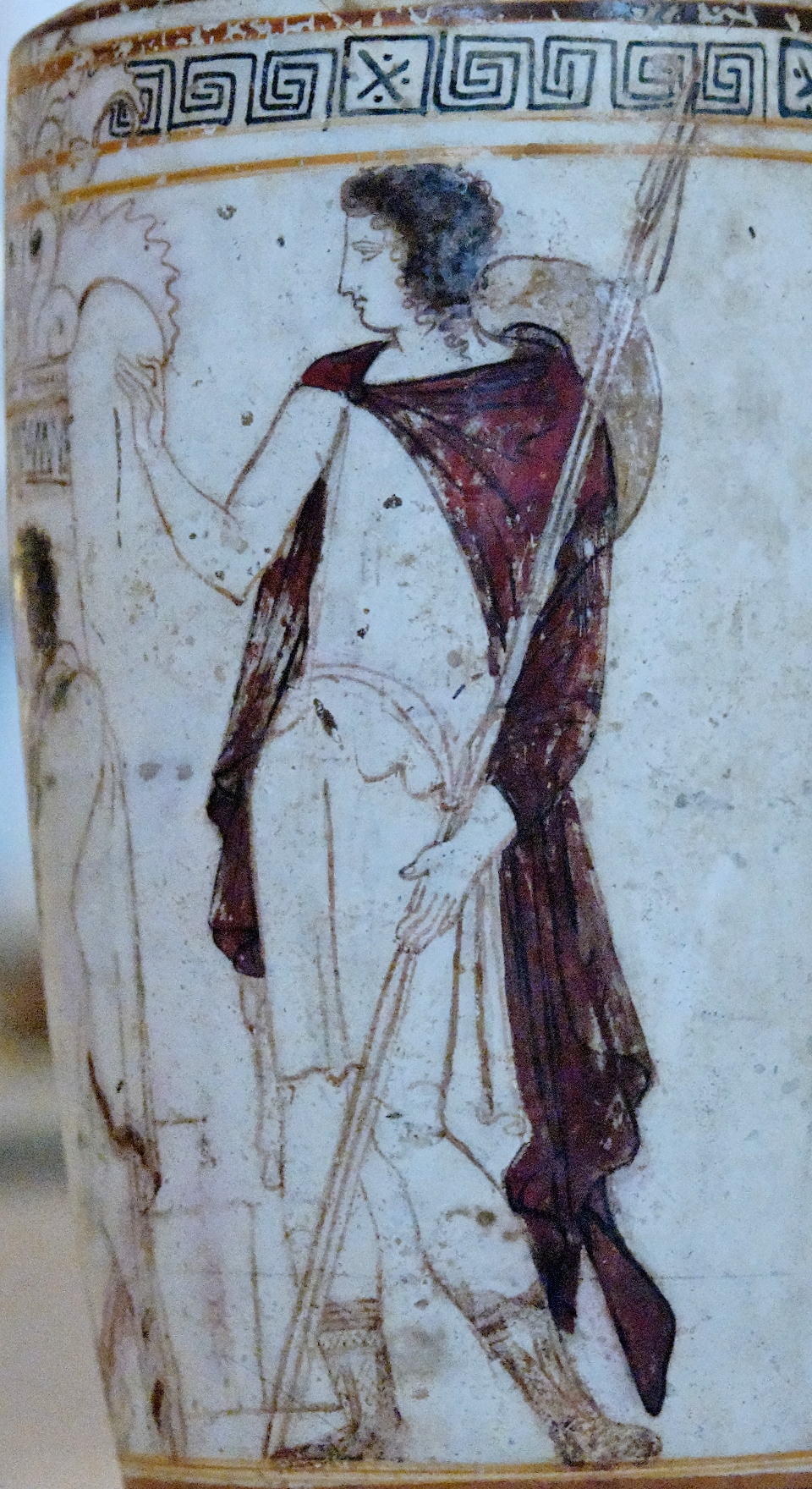
首からペタソスを下げる兵士
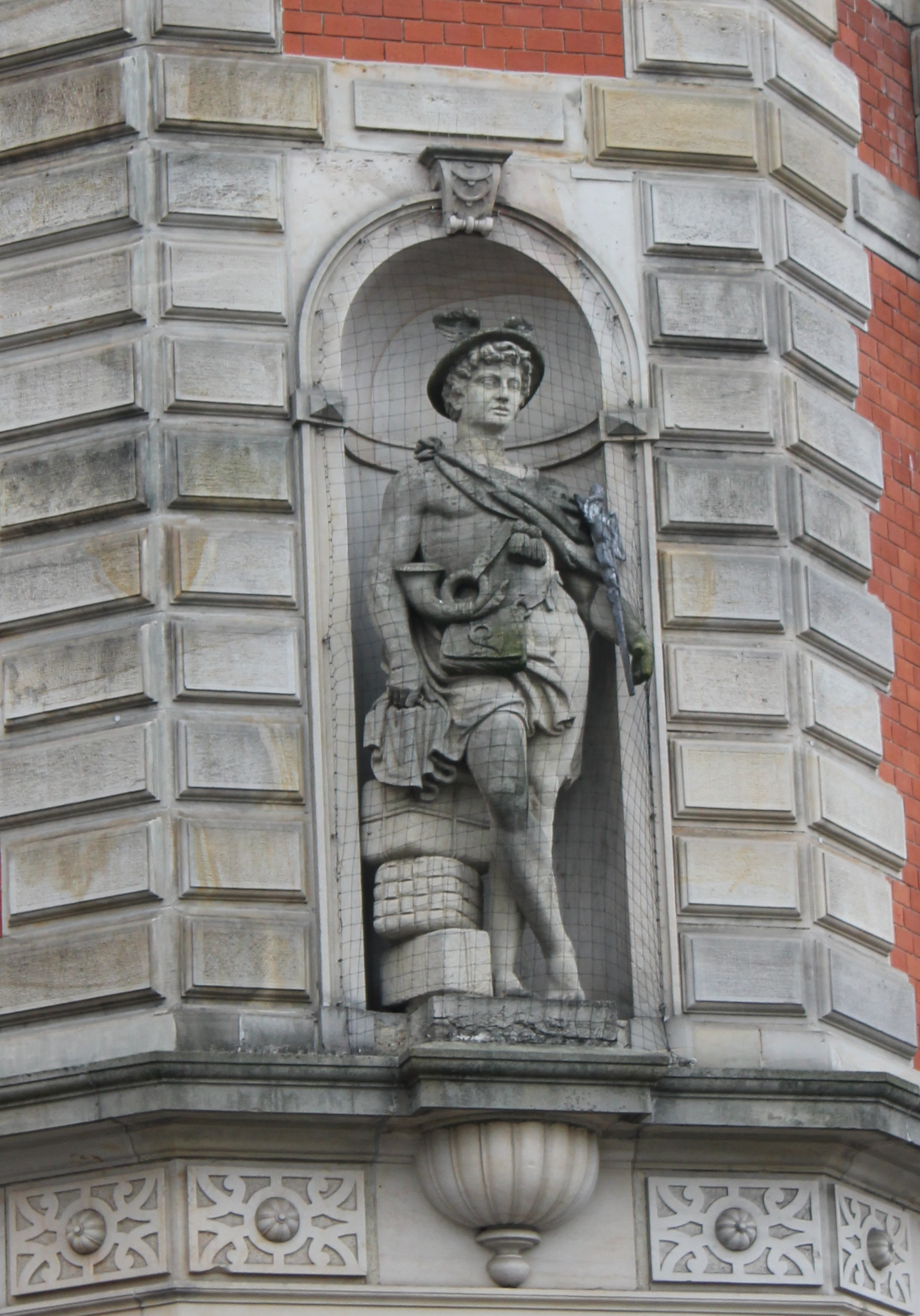
フレンスブルクのヘルメース像